# 朱裳 (正德進士)
朱裳（1482年—1539年），字公垂，號安斋，直隸順德府沙河縣（今河北省沙河縣）人，軍籍。明朝政治人物、同進士出身。

## 生平
朱裳早年由顧潛舉薦、從學于崔銑，正德九年（1514年），登進士，授監察御史，巡鹽河南。期間反對錢寧遣人牟鹽利。此後巡按山東，彈劾鎮守中官黎鑑。之後出任為鞏昌府知府。嘉靖二年，舉治行卓異，遷浙江副使。嘉靖七年，升浙江右參政。次年改福建按察使。嘉靖九年，任浙江左布政使。嘉靖十二年，任都察院右副都御史、總理河道，迎章聖太后梓宮，中暑卒。隆慶三年（1569年），追贈戶部右侍郎、諡端簡。